# Guillelmites (Milan)
Pour les articles homonymes, voir guillelmites.
Les Guillelmites de Milan ont formé un mouvement religieux au XIIIe siècle, inspiré par une mystique du nom de Guglielma de Bohême. Ce mouvement ne fut pas reconnu par l'Église catholique romaine et frappé d'hérésie.
Les Guillelmites de Milan croyaient à une nouvelle Église de femmes. Leur doctrine s'inspirait des thèses de Joachim de Flore.